# Chiesa di San Rocco (Portoferraio)
La chiesa di San Rocco è un edificio sacro che si trova a Portoferraio.

## Storia e descrizione
È officiata dal 1804 dalla Confraternita della Misericordia, e aveva annesso il cimitero settecentesco riservato alle vittime della peste e ai giustiziati non ammessi all'interno della città. L'edificio, iniziato a spese dei cittadini nel 1584, fu terminato col contributo del granduca Ferdinando I nel 1592.
La facciata attuale risale alla fine del XVIII secolo, quando venne costruito anche il cimitero. All'interno si trova un altare marmoreo ornato da una moderna statua di San Rocco, che sostituisce quello originario. Delle memorie passate rimangono solo le tombe di due Cavalieri di Santo Stefano.